# Berlinka (autostrada)

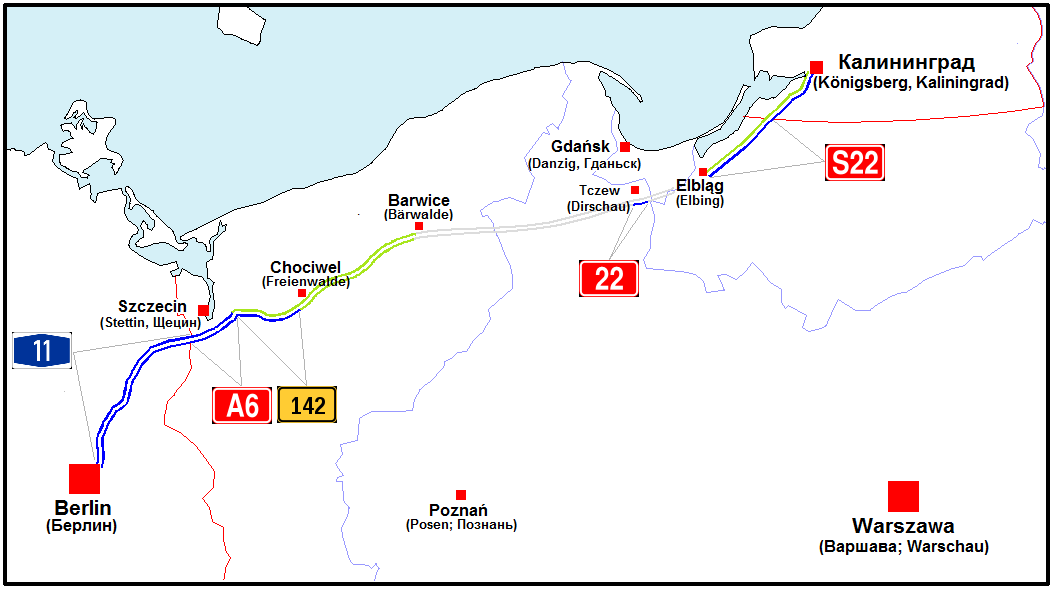
Schematyczny przebieg trasy Berlinki

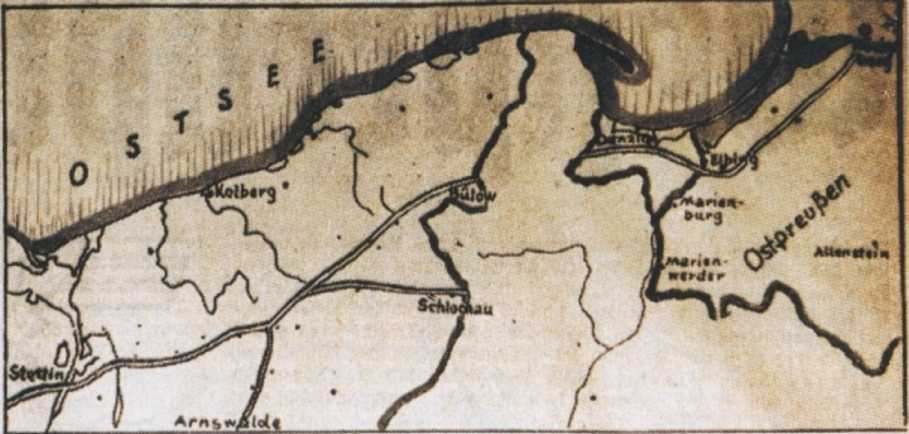
Berlinka na mapie z 1939

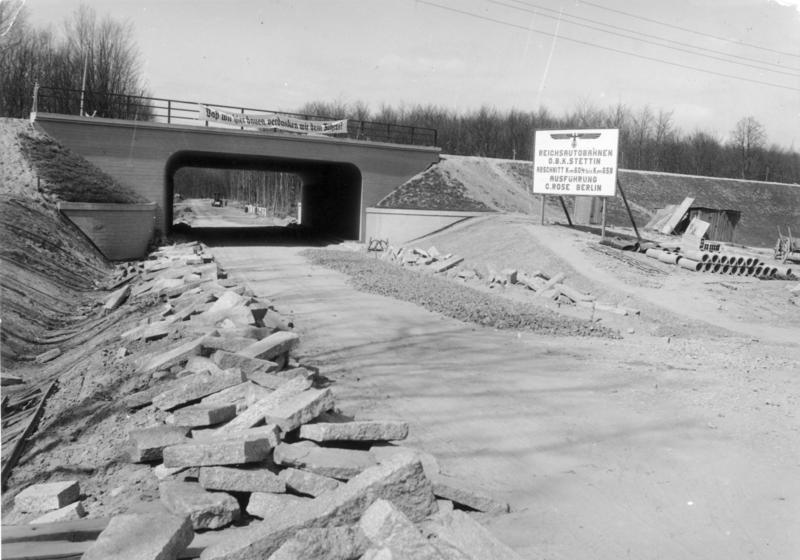
Budowa Berlinki, 1936

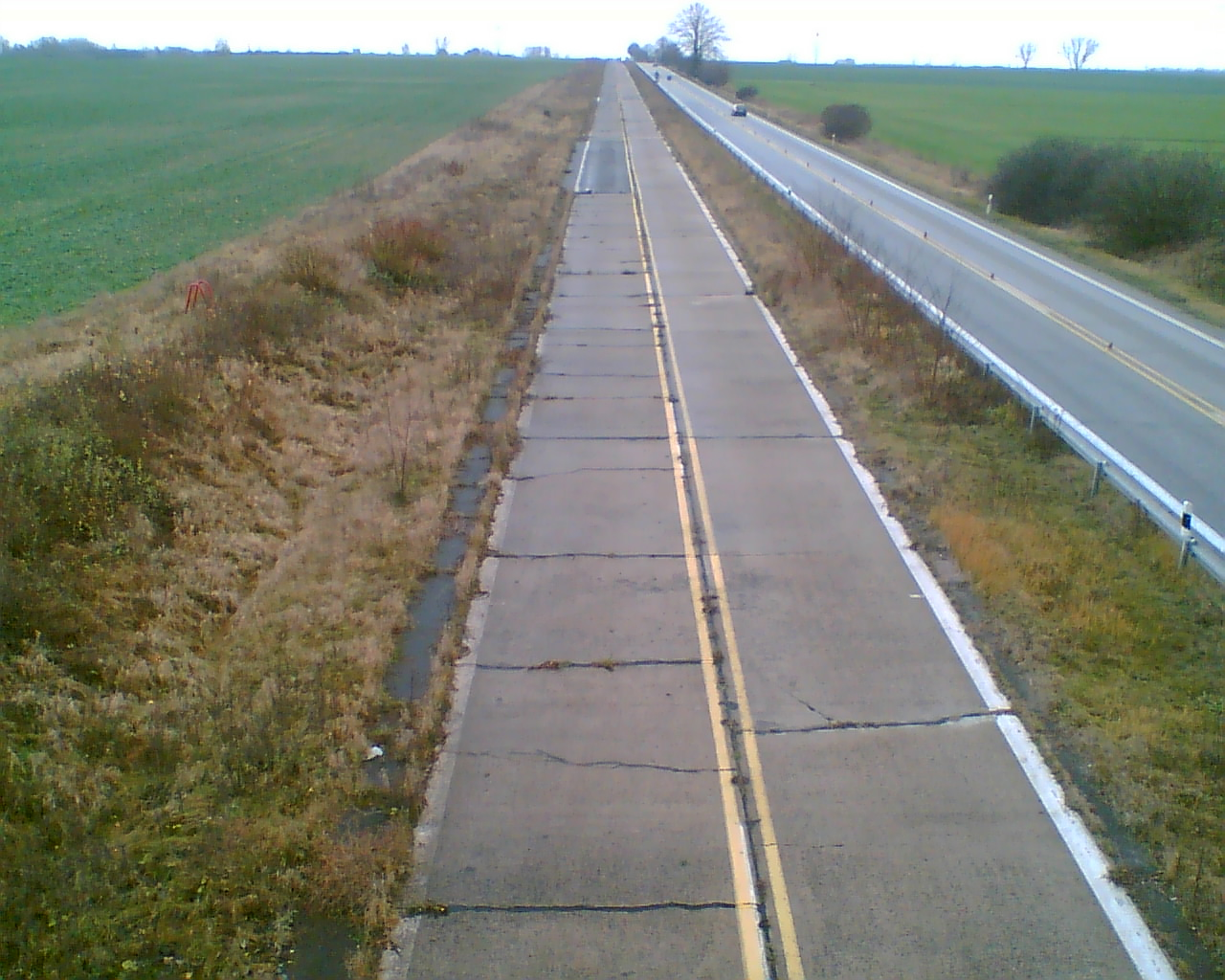
Stan nawierzchni A11 w okolicach Penkun (2006)

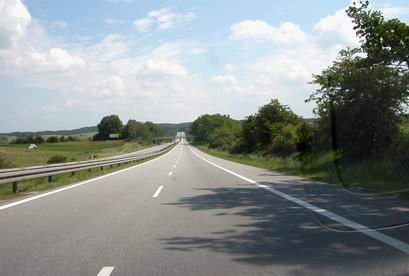
A6 koło Szczecina (2006)

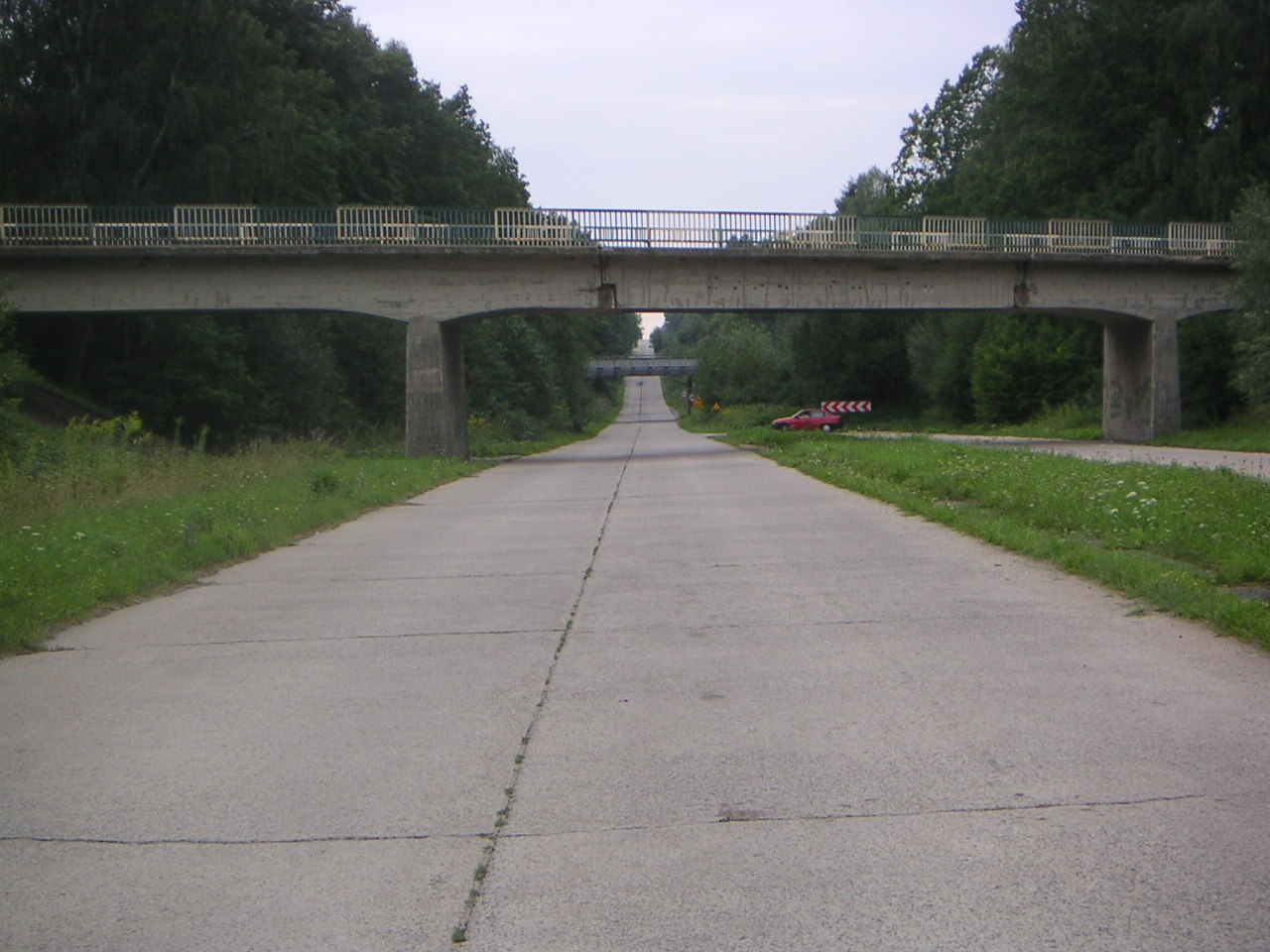
Berlinka z wiaduktem w Maciejewie (2006)

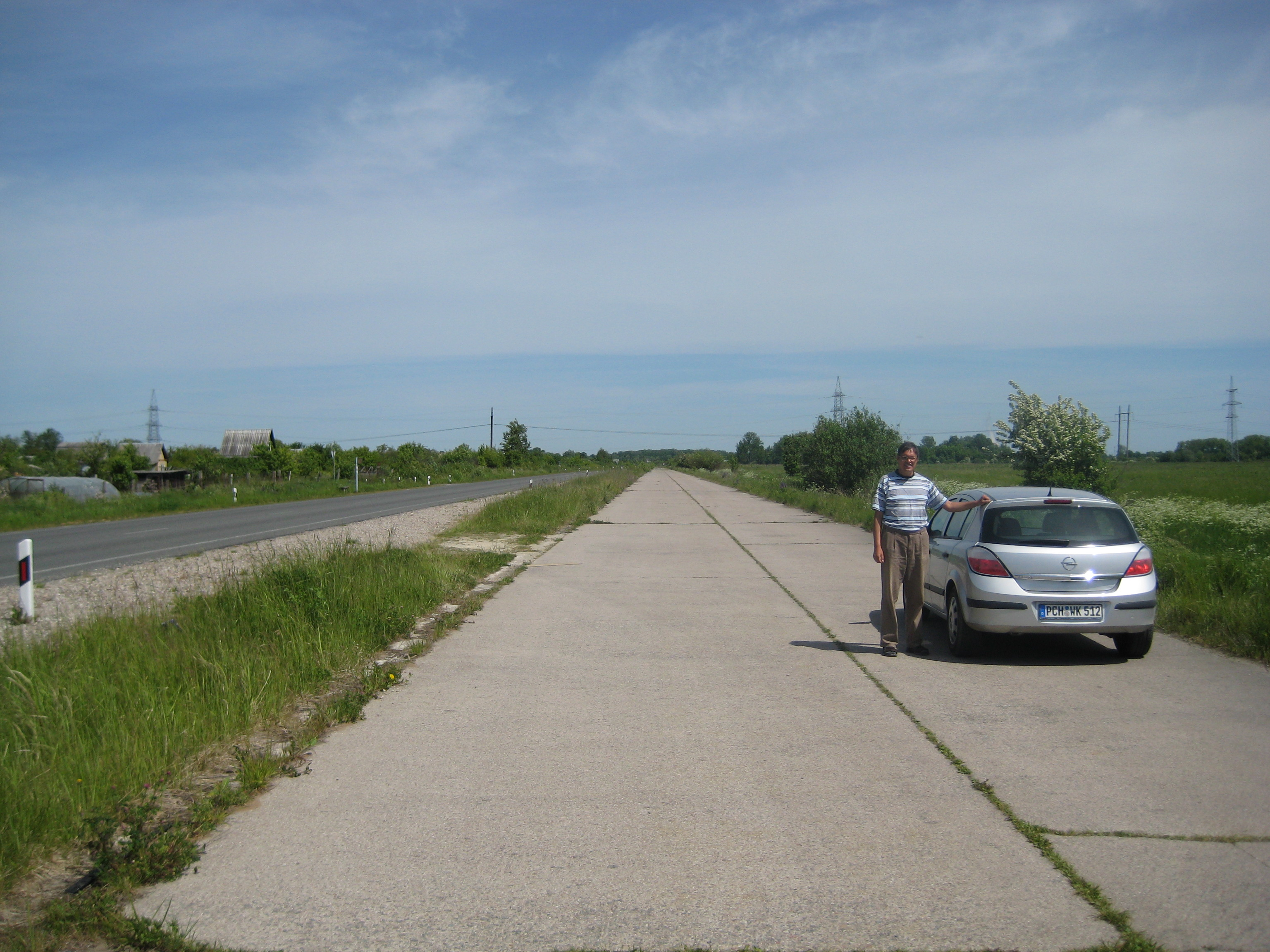
Berlinka na południe od Królewca (2008)

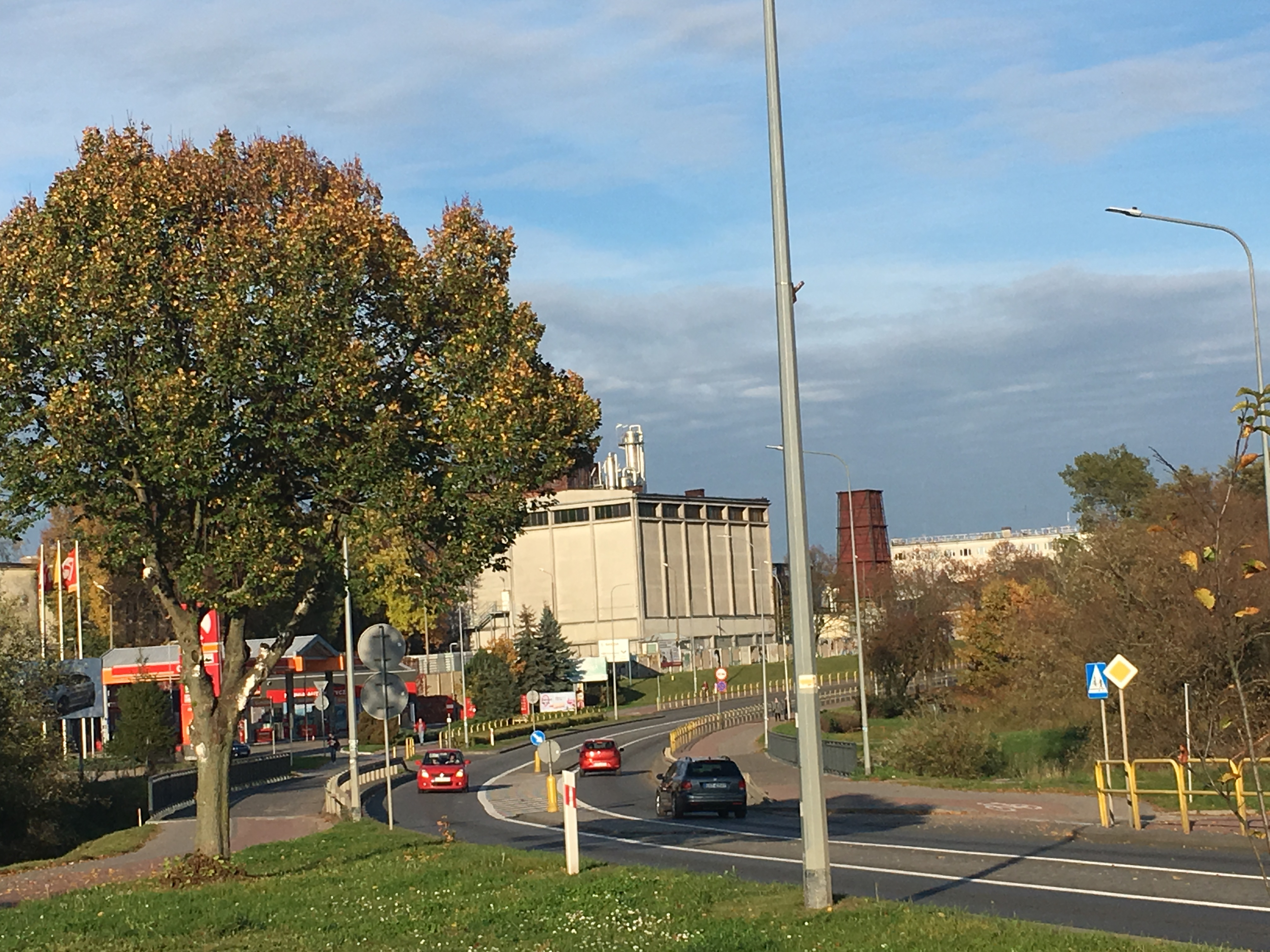
DK22 w Starogardzie Gdańskim, przez mieszkańców miasta nazywana potocznie Berlinką (2019)

Berlinka (niem. Reichsautobahn Berlin-Königsberg) – współczesna, potoczna nazwa budowanej przed i w czasie II wojny światowej autostrady Rzeszy (niem. Reichsautobahn, w skrócie RAB), o planowanej długości około 500 km, mającej połączyć stolicę ówczesnej III Rzeszy – Berlin ze znajdującym się na wschodnich rubieżach państwa Królewcem (niem. Königsberg), przebiegając przez tzw. korytarz polski.
Według ostatecznych planów z 1941 r. autostradą miała docelowo składać się z kilku ponumerowanych odcinków:
- odcinek brandenbursko-przedniopomorski RAB Strecke 54: Stettiner Dreieck (współcz. Dreieck Barnim) – Stettin Süd (współcz. Szczecin-Zachód)
- odcinek tylnopomorski RAB Strecke 55: Stettin Süd (współcz. Szczecin-Zachód) - Dreieck Bärwalde (Barwice), na którym autostrada miała rozgałęziać się na dwa ramiona gdańskopomorskie:
  - odcinek gdańskopomorski północny RAB Strecke 93: Dreieck Bärwalde (Barwice) - Danziger Kreuz (Węzeł Gdański) - Dreieck Elbing-West (współcz. Elbląg-Południe)
  - odcinek gdańskopomorski południowy RAB Strecke 104: Dreieck Bärwalde (Barwice) - Kreuz Preußisch Stargard-West (Starogard Gdański Zachód) - Dreieck Elbing-West (współcz. Elbląg-Południe)
- odcinek pruski RAB Strecke 56: Dreieck Elbing-West mający złączać oba ramiona gdańskopomorskich (współcz. Elbląg-Południe) - Königsberg (współcz. Kaliningrad)

## Historia
Zaraz po dojściu do władzy w 1933 Adolf Hitler ogłosił czteroletni plan wychodzenia z kryzysu oraz ideę tworzenia wielkiej III Rzeszy. Ich ważny element stanowił program budowy autostrad, które miały w przyszłości służyć m.in. do przemieszczania się wojsk. Ponadto budowa dróg była jednym ze sposobów walki z gigantycznym, sześciomilionowym bezrobociem. Inwestycje drogowe finansowano głównie ze składek na ubezpieczenia społeczne, a do robót wykorzystywano bezrobotnych. Za realizację programu budowy RAB odpowiadał niemiecki inżynier Fritz Todt, któremu Hitler powierzył stanowisko generalnego inspektora budowy dróg. Już w 1933 Todt miał koncepcję budowy autostrady łączącej Berlin poprzez Wolne Miasto Gdański i Elbląg z leżącym na terenie Prus Wschodnich Królewcem. Budowa autostrady została zainaugurowana pod koniec 1933, a roboty budowlane ruszyły wiosną 1934 jednocześnie z dwóch krańców: od Berlina w kierunku Szczecina oraz od Królewca do Elbląga, przy czym odcinek Berlin – Szczecin od razu budowano jako dwujezdniowy, natomiast Królewiec – Elbląg jako jednojezdniowy z możliwością dobudowania drugiej jezdni w razie wzrostu natężenia ruchu. W kwietniu 1936 przejezdny był pierwszy fragment pomiędzy stolicą Rzeszy i węzłem Joachimsthal (44,7 km), a od 27 września 1936 r. cały 112,5-kilometrowy odcinek od węzła Stettiner Dreieck (okolice Berlina) do Stettin-Süd (współczesna nazwa tego węzła: Szczecin Zachód). Jednocześnie trwały już prace na drugim końcu trasy: od Królewca do Elbląga. W 1937 oddano do użytku 92-kilometrowy odcinek Königsberg (Królewiec) – Elbing-Ost (Elbląg-Wschód). Na tym fragmencie tymczasowo wykonano tylko jedną (południową) jezdnię, zostawiając miejsce na drugą, która miała być wybudowana wraz ze zwiększeniem natężenia ruchu. Rok później autostrada wydłużyła się o obwodnice Szczecina i Elbląga, odpowiednio do węzłów Bäderstraße (koło Wielgowa) i Elbing-West.
W 1937 r. na węźle Stettin-Süd wybudowano stację paliw typu Fürstenwalde zaprojektowaną przez Friedricha Tammsa, która wciąż jest użytkowana.
Wskutek odrodzenia się Państwa Polskiego oraz traktatu wersalskiego prowincja Prus Wschodnich stała się ponownie eksklawą oddzieloną od reszty Niemiec przez ziemie polskiego województwa pomorskiego oraz zależnego od Polski Wolnego Miasta Gdańska. Oznaczało to dla Niemiec brak możliwości zbudowania samodzielnie autostrady łączącej w sposób nieprzerwany stolicę Rzeszy ze stolicą Prus Wschodnich – Królewcem. Jednak po przejęciu władzy przez nazistów podjęli oni wbrew traktatom intensywne zbrojenia, a brak odpowiedniej reakcji mocarstw zachodnich ośmielił władze niemieckie do wszczynania coraz bardziej agresywnych sporów międzynarodowych z krajami sąsiednimi, w tym od 1938 r. również Polski, od której Niemcy pod groźbą interwencji zbrojnej zaczęły żądać przekazania suwerennych praw do pasa ziemi przecinającego równoleżnikowo polskie Pomorze, mającego stać się „eksterytorialnym korytarzem” pozwalającym na wydłużenie budowanej autostrady aż do granicy Prus Wschodnich, ale przy tym odcinającym całość polskiego wybrzeża od reszty kraju. Wraz z odrzuceniem przez Polskę niemieckich żądań zwolniły nieco roboty przy budowie autostrady, gdyż szykujący się do agresji kraj uznał budowę fortyfikacji oraz produkcję czołgów i amunicji za działalność priorytetową dla angażowania robotników.
Od jesieni 1939 na budowę skierowano ponownie robotników, w tym przymusowych m.in. uwięzionych przez III Rzeszę Żydów. Zbudowano następny odcinek Bäderstraße (Rzęśnica) – Stargard – Massow (Łęczyca). Był on, podobnie jak „królewiecki”, jednojezdniowy, jednak zbudowane zostały krawężniki do wylania jezdni północnej. Na całej długości wyżej opisanych odcinków zbudowana została pełna infrastruktura ówczesnej autostrady, tj. dwupoziomowe skrzyżowania, przyautostradowe przystanki, stacje benzynowe itp. Na przedłużeniu odcinka zachodniego (Stargard – Massow (Łęczyca) na wschód) wykonano też wiele prac ziemnych, których ślady można spotkać nawet w okolicach Kościerzyny. Gdzieniegdzie stoją do dziś fragmenty obiektów inżynieryjnych, a nawet kompletne wiadukty. W lesie niedaleko Złocieńca znajdują się wyraźne ślady budowy węzła „Berlinki” z wykonywaną równocześnie (i także niedokończoną) RAB 49 do Witnicy k. Gorzowa Wlkp., gdzie łączyć się miała ona z RAB 48 Szczecin – Liberec. Ślady budowy RAB 49 sięgają do jeziora Studnickiego, na południowy zachód od Mirosławca.
Stara autostrada (a właściwie niedokończona autostrada) jest lokalną atrakcją wielu miejsc na Pomorzu, choć przewodniki turystyczne rzadko o niej wspominają.
Czasem termin Berlinka jest używany również w odniesieniu do dzisiejszej drogi krajowej nr 22 na odcinku Chojnice – Malbork. Po zajęciu Polski we wrześniu 1939 Niemcy bardzo szybko przedłużyli ówczesną Reichstraße No. 1 używając identycznej technologii, jak ta używana do budowy autostrad, a betonowa nawierzchnia zachowała się na większości trasy do początku XXI w., kiedy rozpoczęła się sukcesywna modernizacja i zmiana na nawierzchnię bitumiczną. W rejonie węzła z drogą 91 nawierzchnia jest brukowana.

## Późniejsze dzieje
Działania wojenne nie były dla „Berlinki” dotkliwe, jednak w 1945 wycofujący się Niemcy zniszczyli mosty nad Odrą, Iną, Pasłęką, Młynówką, Banówką i Omazą oraz kilka wiaduktów. Kilka miesięcy później, wybudowane fragmenty „Berlinki” zostały przedzielone dwiema granicami państwowymi.
Kilka lat po wojnie zostały odbudowane mosty na Odrze i Banówce. W latach 70. XX wieku wykonano nową nawierzchnię bitumiczną na niedokończonym odcinku od dawnego węzła Stargard-Massow (Łęczyca) do okolic planowanego węzła Stargard-Freienwalde w miejscowości Lisowo k. Chociwla oraz odbudowano most nad Iną. Na „Berlince” w okolicach Wielgowa utworzono lotnisko zapasowe, tzw. drogowy odcinek lotniskowy.
W związku z małą użytecznością pociętej drogi i brakiem odpowiedniej konserwacji, zaczęła ona niszczeć, a na odcinku wschodnim nawet częściowo zarastać. Zarosły też prawie całkowicie wszystkie ślady budowy autostrady na wschód od Lisowa.
W latach 90. XX wieku wyremontowany został 14-kilometrowy odcinek autostrady A6 od zachodniej granicy państwa. W latach 2005–2007 wykonano remont na prawie 8-kilometrowej długości – do dawnego węzła Altdamm (Dąbie; współczesna nazwa tego węzła: Szczecin Kijewo), gdzie Berlinka stanowi fragment drogi ekspresowej nr 3. Odbudowano też most nad Omazą, a na przełomie XX i XXI wieku pozostałe mosty i wiadukty na elbląskim odcinku Berlinki, natomiast 24 września 2008 dawny odcinek RAB 3 Elbląg – Grzechotki otwarto jako fragment drogi ekspresowej S22.

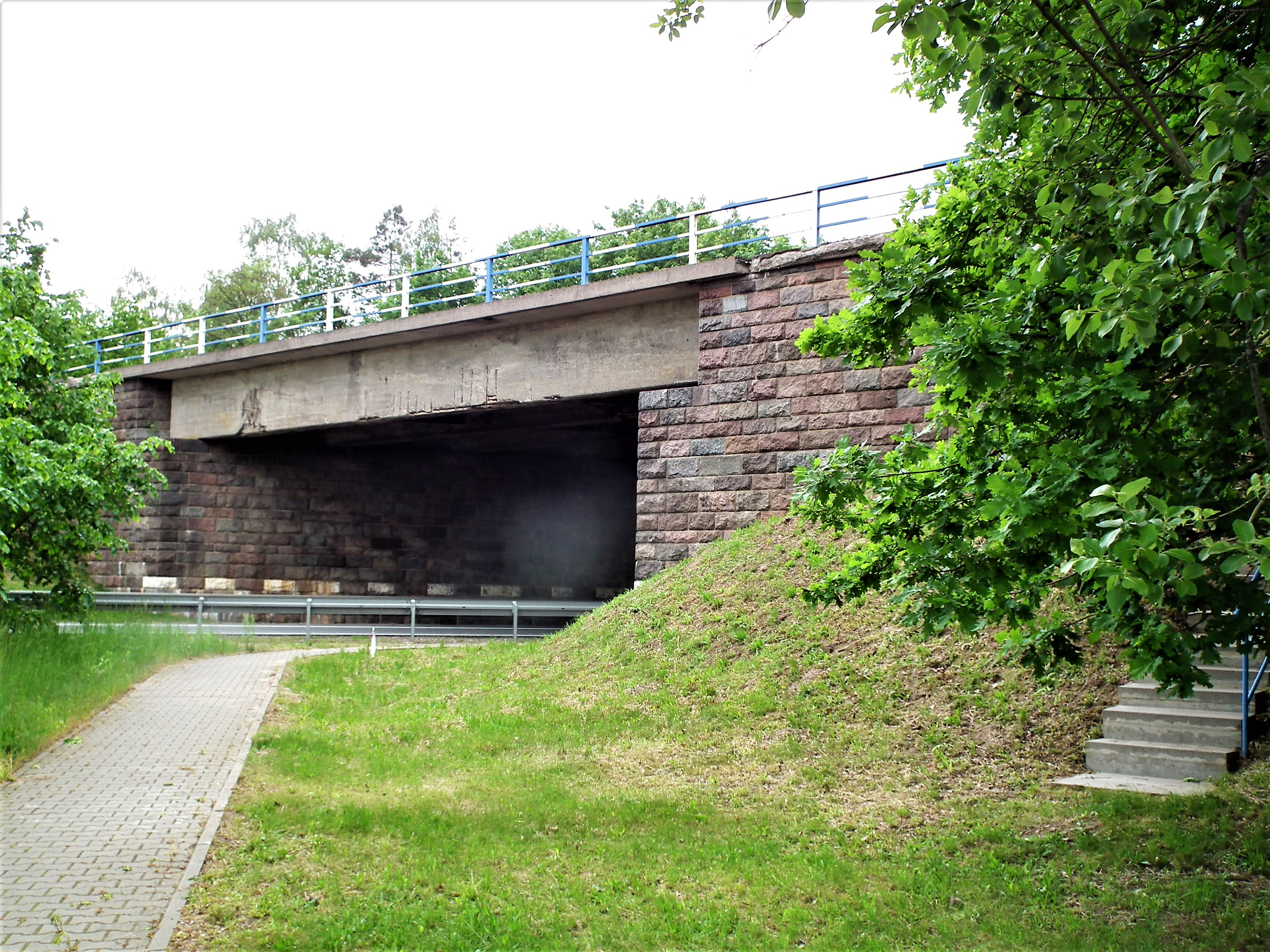
Wiadukt Berlinki nad DK20 w Lisowie, stan przed wyburzeniem w 2019 r.

W latach 2017–2018 ponownie zbudowano 22-kilometrowy odcinek między węzłami Bäderstraße (Rzęśnica) i Stargard-Massow (Łęczyca). Dwa niepotrzebne wiadukty nad Berlinką oraz nieużywane przęsło mostu nad Iną zostały rozebrane. Cała betonowa nawierzchnia została rozebrana. Gruz został wykorzystany do budowy nowej warstwy konstrukcyjnej. Berlinka na większości długości tego odcinka ma jedną jezdnię asfaltową. Zostały wykonane lewoskręty, a w dwóch miejscach, w tym na węźle Łęczyca dobudowano brakujące łącznice po stronie północnej. Drogowy odcinek lotniskowy został zlikwidowany. Pozostałości niedokończonej budowy z lat 40. (krawężniki i fragmenty opasek jezdni północnej) zostały zlikwidowane.
We wrześniu 2019 roku zburzono nieużywany wiadukt, który znajdował się blisko skrzyżowania drogi wojewódzkiej nr 142 z drogą krajową nr 20 w Lisowie.

## Stan na początku XXI w.
Z punktu widzenia stanu zachowania można wydzielić na terenie Polski kilka fragmentów:
- od zachodniej granicy państwa do węzła Szczecin Kijewo – autostrada A6; gruntownie wyremontowana, spełniająca prawie wszystkie wymagania stawiane współczesnej autostradzie (jedynie węzeł Radziszewo, z uwagi na trudne warunki terenowe, dotychczas nie został przebudowany; posiada bardzo krótkie pasy hamowania i rozpędzania, dlatego na krótkim odcinku wprowadzono ograniczenie do 90 km/h. Na lata 2020–2021 planowana jest jego całkowita przebudowa w ramach budowy obwodnicy Gryfina). Oddany do użytku w 2010 roku węzeł Szczecin Klucz wyznacza początek wspólnego przebiegu A6 i drogi ekspresowej S3,
- od węzła Szczecin Kijewo do węzła Rzęśnica – oznaczona jako A6 i S3; dwujezdniowa, czteropasmowa, posiadająca nawierzchnię asfaltową po remoncie[7],
- od węzła Rzęśnica do Łęczycy – oznaczona jako droga wojewódzka nr 142 – wygodna droga asfaltowa zbudowana w 2018 w miejscu oryginalnej betonowej Berlinki,
- od Łęczycy do Lisowa – współczesna asfaltowa droga jednojezdniowa przebiegająca pod szeregiem wiaduktów i na autostradowych mostach dokładnie w tym miejscu, gdzie miała biec betonowa Berlinka; niedaleko Lisowa droga zbacza na południe i łączy się z dzisiejszą drogą krajową nr 20 ok. 200 m od wiaduktu niewybudowanej autostrady,
- na wschód od Lisowa – łatwo odnajdywalne nasypy, wykopy, obiekty inżynieryjne i inne pozostałości budowy w różnym stanie zaawansowania, ciągnące się regularnie aż do wschodnich okolic miejscowości Miłocice. Od tego miejsca zalesione po 1945 ślady po budowie autostrady ciągną się dalej w kierunku północno-wschodnim i kończą na północ od miejscowości Dźwierzno,
- od dawnej granicy polsko-niemieckiej w okolicy miejscowości Skwierawy do okolic miejscowości Kucborowo są jeszcze doskonale widoczne ślady jej budowy pod postacią wykopów i nasypów – w głównej mierze jednak są one zarośnięte krzakami i drzewami,
- od południowo-wschodnich granic miasta Pruszcz Gdański do miejscowości Marynowy jest ciąg słabo zachowanych śladów po pracach ziemnych prowadzonych w kwietniu 1943. Najlepiej zachowanym świadectwem tych prac jest ślad na południe od miejscowości Stawiec. Pozostałe ślady na tym odcinku padły ofiarą działalności rolniczej – chociaż znając zakres i kierunek prowadzonych prac – można dostrzec je na zdjęciach satelitarnych,
- odcinek od Elbląga do granicy z Rosją – droga ekspresowa S22 wybudowana w miejscu dawnej jezdni południowej, w okolicach węzłów istnieją dwie jezdnie; odbudowane mosty i wiadukty są współczesne i zbudowane na śladzie nieistniejącej jezdni północnej (pozostawiono jednak fragment zbudowany z płyt betonowych w okolicach wsi Wielewo).

## Węzły Berlinki
| Węzły Berlinki | Węzły Berlinki | Węzły Berlinki                                                                                   | Węzły Berlinki                                                    | Węzły Berlinki                                                    |
| km | nazwa oryginalna | nazwa obecna (istniejące węzły A, S lub P) albo przetłumaczona nazwa niemiecka (pozostałe węzły) | Współrzędne                                                       |                                                                   |
| Odcinek brandenbursko-przedniopomorski RAB Strecke 54 (zbudowany) | Odcinek brandenbursko-przedniopomorski RAB Strecke 54 (zbudowany)                                                     | Odcinek brandenbursko-przedniopomorski RAB Strecke 54 (zbudowany)                                | Odcinek brandenbursko-przedniopomorski RAB Strecke 54 (zbudowany) | Odcinek brandenbursko-przedniopomorski RAB Strecke 54 (zbudowany) |
| --- | --- | ------------------------------------------------------------------------------------------------ | ----------------------------------------------------------------- | ----------------------------------------------------------------- |
| Współczesna E28 | |                                                                                                  |                                                                   |                                                                   |
| 0,0 | Stettiner Dreieck | Dreieck Barnim                                                                                   |                                                                   |                                                                   |
| 8,7 | Bernau | Bernau-Nord                                                                                      |                                                                   |                                                                   |
| 18,4 | Lanke | Lanke                                                                                            |                                                                   |                                                                   |
| 30,0 | Finowfurt | Finowfurt                                                                                        |                                                                   |                                                                   |
| 35,6 | Werbellinsee | Werbellin                                                                                        |                                                                   |                                                                   |
| 44,6 | Joachimsthal | Joachimsthal                                                                                     |                                                                   |                                                                   |
| 65,1 | Pfingstberg | Pfingstberg                                                                                      |                                                                   |                                                                   |
| 78,7 | Gramzow | Gramzow                                                                                          |                                                                   |                                                                   |
| 89,8 | Schmölln | Schmölln                                                                                         |                                                                   |                                                                   |
| 100,5 | Penkun | Penkun                                                                                           |                                                                   |                                                                   |
| Współczesna A6E28 | |                                                                                                  |                                                                   |                                                                   |
| 112,5 | Stettin-Süd | Szczecin-Zachód (13)                                                                             | 53°20′27,5″N 14°26′48,5″E/53,340972 14,446806                     |                                                                   |
| Odcinek tylnopomorski RAB Strecke 55 (zbudowany do km 174, dalej wytyczony i przygotowany pod budowę) | |                                                                                                  |                                                                   |                                                                   |
| 119,1 | Kreuz Sydowsaue (rozgałęzienie do planowanej RAB Strecke 99 do Rzepina)                                               | Radziszewo (31)                                                                                  | 53°20′00,5″N 14°32′36,0″E/53,333472 14,543333                     |                                                                   |
| Współczesna A6E28 /S3E65 | |                                                                                                  |                                                                   |                                                                   |
| 125,4 | Stettin-Ost | Szczecin-Podjuchy                                                                                | 53°21′49,0″N 14°37′10,0″E/53,363611 14,619444                     |                                                                   |
| 131,7 | Altdamm | Szczecin Kijewo (10)                                                                             | 53°22′31,5″N 14°42′12,0″E/53,375417 14,703333                     |                                                                   |
| 138,9 | Bäderstraße | Rzęśnica (S3E65 S6E28 )                                                                          | 53°25′24,0″N 14°46′08,5″E/53,423333 14,769028                     |                                                                   |
| Współczesna 142 | |                                                                                                  |                                                                   |                                                                   |
| 148 | Stargard-Friedrichswalde                                                                                              | Stargard-Podlesie (141)                                                                          | 53°26′30,0″N 14°55′02,0″E/53,441667 14,917222                     |                                                                   |
| 160 | Stargard-Massow | Stargard-Maszewo (106)                                                                           | 53°26′02,5″N 15°04′21,5″E/53,434028 15,072639                     |                                                                   |
| 174 | Stargard-Freienwalde                                                                                                  | Stargard-Chociwel (20)                                                                           | 53°25'54.5"N 15°17'11.0"                                          |                                                                   |
| 178 | Freienwalde-Woltersdorf                                                                                               | Chociwel-Starzyce                                                                                | 53°26′30,5″N 15°20′51,0″E/53,441806 15,347500                     |                                                                   |
| 182 | Freienwalde-Nörenberg                                                                                                 | Chociwel-Ińsko                                                                                   | 53°27′24,5″N 15°23′17,5″E/53,456806 15,388194                     |                                                                   |
| 188 | Blankenhägen | Dłusko                                                                                           | 53°28′52,5″N 15°29′10,5″E/53,481250 15,486250                     |                                                                   |
| 194 | Piepstock | Podlipce                                                                                         | 53°29′55,5″N 15°34′18,5″E/53,498750 15,571806                     |                                                                   |
| 198 | Wangerin-Gienow | Węgorzyno-Ginawa                                                                                 | 53°31′25,5″N 15°36′52,0″E/53,523750 15,614444                     |                                                                   |
| 203 | Rosenfelde | (Brzeźniak)                                                                                      | 53°31′59,0″N 15°39′30,0″E/53,533056 15,658333                     |                                                                   |
| 210 | Dramburg | Drawsko Pomorskie                                                                                | 53°33′47,5″N 15°45′44,5″E/53,563194 15,762361                     |                                                                   |
| 215 | Sarranzig | Zarańsko                                                                                         | 53°34′02,0″N 15°50′34,5″E/53,567222 15,842917                     |                                                                   |
| 226 | Dreieck Falkenburg (rozgałęzienie do planowanej RAB Strecke 103 do Witnicy))                                          | Złocieniec                                                                                       | 53°34′59,5″N 16°00′26,5″E/53,583194 16,007361                     |                                                                   |
| 244 | Klaushagen | Kluczewo                                                                                         | 53°39′55,0″N 16°11′53,5″E/53,665278 16,198194                     |                                                                   |
| 251 | Sternhof | Gwiazdowo                                                                                        | 53°42′00,5″N 16°17′46,0″E/53,700139 16,296111                     |                                                                   |
| 259 | Dreieck Bärwalde (rozgałęzienie na dwa ramiona do Elbląga: północne RAB Strecke 93 i południowe RAB Strecke 104)      | Barwice                                                                                          | 53°43′53,0″N 16°22′26,5″E/53,731389 16,374028                     |                                                                   |
| Odcinki ramion gdańskopomorskich | |                                                                                                  |                                                                   |                                                                   |
| Odcinek gdańskopomorski północny RAB Strecke 93 (przez terytorium II RP i WM Gdańska, częściowo wytyczony i przygotowany pod budowę; przed wojną wariant lansowany przez III Rzeszę)                                                                                               | |                                                                                                  |                                                                   |                                                                   |
| – | Baldenburg | Biały Bór                                                                                        |                                                                   |                                                                   |
| – | Rummelsburg | Miastko                                                                                          |                                                                   |                                                                   |
| – | Briesen | Brzeźno Szlacheckie                                                                              |                                                                   |                                                                   |
| – | Bütow | Bytów                                                                                            |                                                                   |                                                                   |
| – | Lippusch | Lipusz                                                                                           |                                                                   |                                                                   |
| – | Berent-Nord | Kościerzyna-Północ                                                                               |                                                                   |                                                                   |
| – | Berent-Ost | Kościerzyna-Wschód                                                                               |                                                                   |                                                                   |
| – | Mariensee | Przywidz                                                                                         |                                                                   |                                                                   |
| – | Danziger Kreuz (węzeł krzyżujący z planowaną RAB Strecke 143 Gdańsk-Bydgoszcz)                                        | Węzeł Gdański                                                                                    |                                                                   |                                                                   |
| – | Praust-Hohenstein | Pruszcz Gdański-Pszczółki                                                                        |                                                                   |                                                                   |
| – | Neuteich | Nowy Staw                                                                                        |                                                                   |                                                                   |
| Odcinek gdańskopomorski południowy RAB Strecke 104 (przez terytorium II RP; przed wojną wariant rozważany przez II RP; odcinek do Człuchowa częściowo wytyczony i przygotowany pod budowę, odcinek od Człuchowa mial powstać poprzez przebudowę Reichstraße 1, czyli obecnej DK22) | |                                                                                                  |                                                                   |                                                                   |
| – | Neustettin-West | Szczecinek-Zachód                                                                                |                                                                   |                                                                   |
| – | Neustettin-Ost | Szczecinek-Wschód                                                                                |                                                                   |                                                                   |
| – | Hammerstein | Czarne                                                                                           |                                                                   |                                                                   |
| – | Schlochau-Nord | Człuchów-Pôłnoc                                                                                  |                                                                   |                                                                   |
| – | Schlochau-Ost (Richnau)                                                                                               | Człuchów-Wschód (Rychnowy)                                                                       |                                                                   |                                                                   |
| – | Könitz-Süd | Chojnice-Południe                                                                                |                                                                   |                                                                   |
| – | Könitz-Ost | Chojnice-Wschód                                                                                  |                                                                   |                                                                   |
| – | Rittel | Rytel                                                                                            |                                                                   |                                                                   |
| – | Polnisch Czersk | Czersk                                                                                           |                                                                   |                                                                   |
| – | Schwarzwasser | Czarna Woda                                                                                      |                                                                   |                                                                   |
| – | Kaliska | Kaliska                                                                                          |                                                                   |                                                                   |
| – | Hoch Stüblau | Zblewo                                                                                           |                                                                   |                                                                   |
| – | Kreuz Preußisch Stargard-West (węzeł krzyżujący z planowaną RAB Strecke 143 Gdańsk-Bydgoszcz)                         | Starogard Gdański-Zachód                                                                         |                                                                   |                                                                   |
| – | Preußisch Stargard-Ost                                                                                                | Starogard Gdański-Wschód                                                                         |                                                                   |                                                                   |
| – | Dirschau | Tczew                                                                                            |                                                                   |                                                                   |
| – | Marienburg | Malbork                                                                                          |                                                                   |                                                                   |
| Odcinek pruski RAB Strecke 56 (zbudowany) | |                                                                                                  |                                                                   |                                                                   |
| Współczesna S7E77 /S22E28 | |                                                                                                  |                                                                   |                                                                   |
| – | Dreieck Elbing-West (zbiegnięcie się dwóch ramion z Barwic: północnego RAB Strecke 93 i południowego RAB Strecke 104) | Elbląg-Południe                                                                                  | 54°08′45,0″N 19°23′03,5″E/54,145833 19,384306                     |                                                                   |
| Współczesna S22E28 | |                                                                                                  |                                                                   |                                                                   |
| – | Elbing-Ost | Elbląg-Wschód (S7E77 )                                                                           | 54°08′18,0″N 19°26′47,0″E/54,138333 19,446389                     |                                                                   |
| – | Pomehrendorf | Młynary (509)                                                                                    | 54°10′09,5″N 19°31′48,5″E/54,169306 19,530139                     |                                                                   |
| – | Frauenburg | Frombork (505)                                                                                   | 54°14′54,5″N 19°40′34,0″E/54,248472 19,676111                     |                                                                   |
| – | Tiedmannsdorf | Braniewo-Południe (54506)                                                                        | 54°17′20,0″N 19°47′33,0″E/54,288889 19,792500                     |                                                                   |
| – | Schalmey | Braniewo, Szyleny                                                                                | 54°19′22,0″N 19°51′14,5″E/54,322778 19,854028                     |                                                                   |
| – | Braunsberg | Braniewo-Północ (507)                                                                            | 54°21′22,5″N 19°55′27,5″E/54,356250 19,924306                     |                                                                   |
| – | Heiligenbeil-West | Dąbrowa, Święta Siekierka                                                                        | 54°22′25,5″N 19°57′44,0″E/54,373750 19,962222                     |                                                                   |
| Współczesna Р516E28 | |                                                                                                  |                                                                   |                                                                   |
| – | Heiligenbeil-Ost | Mamonowo                                                                                         | 54°25′21,0″N 20°04′12,5″E/54,422500 20,070139                     |                                                                   |
| – | Zinten | Korniewo                                                                                         | 54°30′44,5″N 20°13′51,0″E/54,512361 20,230833                     |                                                                   |
| – | Kreuzburg | Sławskoje                                                                                        | 54°33′24,0″N 20°22′07,5″E/54,556667 20,368750                     |                                                                   |
| – | Königsberg | Kaliningrad                                                                                      | 54°38′45,0″N 20°32′41,5″E/54,645833 20,544861                     |                                                                   |

## Berlinka w kulturze masowej
- Etiuda filmowa Zabawa Witolda Leszczyńskiego z 1960 r. nakręcona jest niemal w całości na wschodnim odcinku Berlinki.
- Sceny do filmu Rachunek sumienia Juliana Dziedziny z 1964 r. były filmowane w okolicy mostu nad Odrą, na zachodnim odcinku Berlinki.
- W filmie Krajobraz po bitwie z 1970 r. Andrzeja Wajdy jedną ze scen nakręcono na wschodnim odcinku Berlinki[8].
- Zbigniew Nienacki opisał w swej powieści Pan Samochodzik i zagadki Fromborka (1971) pościg pana Samochodzika za innym samochodem, który odbywa się po wschodnim odcinku Berlinki. Autor pominął fakt, że autostrada była w wielu miejscach nieprzejezdna z powodu zniszczonych mostów i wiaduktów.
- W serialu TV Samochodzik i templariusze z 1972 r. kilka scen filmowano na drodze krajowej 22 (ówczesnej T83), nazywanej czasami Berlinką[8].
- Sceny lotnicze z filmu Na niebie i na ziemi Juliana Dziedziny z 1973 r. były filmowane na DOL na wschód od Szczecina, na zachodnim odcinku Berlinki.
- W 1995 r. odbyła się premiera filmu Młode wilki Jarosława Żamojdy. Znajdują się tam sceny filmowane na odcinku Berlinki, który obecnie jest drogą wojewódzką 142. Te same plenery zostały użyte w prequelu tego filmu, zatytułowanym Młode wilki 1/2[8].
- 10 października 2018 roku Patryk Vega na odcinku między węzłem Rzęśnica a Chociwlem robił zdjęcia do filmu Kobiety mafii 2[8][9][10][11][12].